# ماريا إميليا ساليرني
ماريا إميليا ساليرني (بالإسبانية: María Emilia Salerni)‏ مواليد 14 مايو 1983 في رافاييلا، هي لاعبة كرة مضرب أرجنتينية سابقة بدأت مسيرتها كمحترفة سنة 1999 وكانت تلعب باليد اليمنى، اعتزلت اللعب في 2009. كما أنها إحدى بطلات الجراند سلام. أعلى تصنيف لها في الفردي كان المركز الـ 65 في سنة 2008. أعلى تصنيف لها في الزوجي كان المركز الـ 45 في سنة 2002. سبق أن شاركت في دورة الألعاب الأولمبية الصيفية.

## روابط خارجية
- ماريا إميليا ساليرني على موقع رابطة محترفات التنس (الإنجليزية)
- ماريا إميليا ساليرني على موقع الاتحاد الدولي لكرة المضرب (الإنجليزية)
- ماريا إميليا ساليرني على موقع كأس بيلي جين كينغ (الإنجليزية)
- ماريا إميليا ساليرني على موقع خلاصة التنس.كوم (الإنجليزية)
- ماريا إميليا ساليرني على موقع أوليمبيديا (الإنجليزية)